# Una dona perillosa
Una dona perillosa (títol original: A Dangerous Woman) és una pel·lícula estatunidenca de Stephen Gyllenhaal estrenada l'any 1993. Ha estat doblada al català. Va ser nominada al Globus d'Or a la millor actriu dramàtica (Debra Winger)

## Argument
Martha Horgan (Debra Winger) ha sempre estat diferent, discreta i vulnerable. El que la fa tan incompresa és la seva ingenuïtat i la seva profunda honradesa. En un món imperfecte, Martha s'esforça per fer sortir la veritat. Però quan es tracta de denunciar injustícies de les quals ha estat testimoni, esdevé una dona perillosa.

## Repartiment
- Laurie Metcalf: Anita
- Debra Winger: Martha Horgan
- Barbara Hershey: Frances Beechum
- Gabriel Byrne: Mackay
- John Terry: Steve
- David Strathairn: Getso
- Chloe Webb: Birdie
- Richard Riehle: John
- Paul Dooley: el venedor de Tupperware
- Maggie Gyllenhaal: Patsy
- Jake Gyllenhaal: Edward